# Computação quântica
A computação quântica é a ciência que estuda as aplicações das teorias e propriedades da mecânica quântica na Ciência da Computação. Este campo interdisciplinar une conceitos da física, matemática e ciência da computação para processar informações de maneiras fundamentalmente novas. Dessa forma seu principal foco é o desenvolvimento do computador quântico, uma máquina que aproveita fenômenos quânticos como a superposição e o emaranhamento quântico para realizar cálculos que seriam intratáveis para os computadores clássicos mais poderosos. A promessa da computação quântica é vasta, com o potencial de revolucionar praticamente todos os campos do conhecimento humano, desde a medicina e ciência dos materiais até o sistema financeiro e a inteligência artificial.

## Introdução
Na computação clássica o computador é baseado na arquitetura de Von Neumann, que faz uma distinção clara entre elementos de processamento e armazenamento de dados, isto é, possui processador (CPU) e memória (RAM) destacados por um barramento de comunicação, sendo o seu processamento inerentemente sequencial. As operações são realizadas sobre bits, que só podem existir em um de dois estados definidos: 0 ou 1. Essa arquitetura tem sido a base de toda a revolução digital, permitindo avanços extraordinários ao longo de décadas.
Entretanto os computadores atuais possuem limitações fundamentais, como por exemplo na área de Inteligência Artificial (IA), onde não existem computadores com potência ou velocidade de processamento suficiente para suportar uma IA avançada, especialmente em tarefas de otimização combinatória e amostragem de distribuições de probabilidade complexas. Problemas que envolvem um grande número de variáveis e interações, como a simulação precisa de moléculas para o desenvolvimento de novos fármacos ou materiais, rapidamente se tornam impossíveis para máquinas clássicas devido à explosão exponencial do espaço de estados a ser explorado. Dessa forma surgiu a necessidade da criação de um computador alternativo dos usuais que resolvesse problemas de IA, ou outros como a fatoração em primos de números muito grandes (que ameaça a criptografia moderna), logaritmos discretos e, crucialmente, a simulação de problemas da própria Física Quântica, uma tarefa para a qual os computadores clássicos são inerentemente inadequados.
A Lei de Moore afirma que a velocidade de um computador, ou mais precisamente, o número de transistores em um circuito integrado, é dobrada a cada 12 a 24 meses. Por décadas, essa observação empírica impulsionou um crescimento constante na velocidade e capacidade de processamento dos computadores. Entretanto, essa evolução exponencial tem um certo limite físico, um ponto onde não será possível miniaturizar mais os componentes eletrônicos, como os transistores de silício, e aumentar essa velocidade. À medida que os componentes se aproximam da escala atômica, efeitos quânticos indesejados, como o tunelamento quântico, começam a interferir no funcionamento clássico dos transistores, causando vazamento de corrente e erros. Este limite físico, conhecido como o fim da Lei de Moore, fez com que se tornasse necessária uma revolução significativa na computação para que este obstáculo fosse quebrado. E assim os estudos em Computação Quântica se tornaram cruciais e a necessidade do desenvolvimento de uma máquina fundamentalmente mais eficiente se torna maior a cada dia, não apenas para continuar o progresso computacional, mas para abrir portas para tipos de problemas inteiramente novos.

## História e Evolução
A pesquisa para o desenvolvimento da computação quântica iniciou-se já na década de 50, quando cientistas começaram a pensar em aplicar as leis da física e da mecânica quântica nos computadores. Contudo, as ideias eram ainda embrionárias e dispersas. O campo começou a tomar forma nas décadas seguintes, culminando em propostas formais e avanços teóricos que estabeleceram as bases para a área como a conhecemos hoje. Esta linha do tempo mostra os principais marcos:

### Marcos Históricos
- 1950-1980 - Primeiras ideias e fundamentos teóricos. O físico Paul Benioff, em 1980, foi um dos primeiros a descrever um modelo mecânico quântico da Máquina de Turing, mostrando que a computação poderia, em princípio, ser realizada de acordo com as leis da mecânica quântica.
- 1981 - Em uma palestra no MIT, o físico e prêmio Nobel Richard Feynman propõe formalmente o conceito de um "simulador quântico". Ele argumentou que para simular um sistema quântico de forma eficiente, seria necessário um computador que também operasse com princípios quânticos, uma ideia que é considerada o ponto de partida conceitual para o campo.
- 1985 - O físico David Deutsch, na Universidade de Oxford, descreve a primeira Máquina de Turing Quântica universal. Ele provou que um computador quântico universal poderia simular eficientemente qualquer outro sistema físico local, estabelecendo a base teórica para a computação quântica de propósito geral.
- 1994 - Peter Shor, um matemático do Bell Labs da AT&T, em Nova Jersey, desenvolve seu revolucionário Algoritmo de Shor. Este algoritmo mostrou que um computador quântico poderia fatorar números inteiros grandes exponencialmente mais rápido do que os melhores algoritmos clássicos conhecidos, um avanço que preocupou especialistas em criptografia mundial, pois ameaça a segurança de sistemas como o RSA.
- 1996 - Lov Grover, também do Bell Labs, cria o algoritmo de busca quântica, que oferece uma aceleração quadrática para a busca em bancos de dados não estruturados. Nesse mesmo ano foi proposto um modelo para a correção do erro quântico, um passo crucial para a construção de computadores quânticos tolerantes a falhas.
- 1999 - No MIT foram construídos os primeiros protótipos de computadores quânticos utilizando montagem térmica e Ressonância Magnética Nuclear (RMN), demonstrando o controle de alguns poucos qubits.
- 2007 - Surge o Orion, um processador quântico de 16 qubits que realiza tarefas de otimização, desenvolvido pela empresa canadense D-Wave Systems. Embora houvesse debate sobre se o dispositivo era um computador quântico universal, marcou o início da era comercial da computação quântica.
- 2011 - A D-Wave One torna-se o primeiro computador quântico comercial, um sistema de 128 qubits projetado para recozimento quântico (quantum annealing). Porém o D-Wave One ainda não é totalmente independente, precisa ser usado em conjunto com computadores convencionais para programação e leitura dos resultados.
- 2017 - Um grande avanço (breakthrough) com a arquitetura de 'flip-flop qubits' é proposto. O físico brasileiro Guilherme Tosi, juntamente com uma equipe de pesquisadores da Universidade de Nova Gales do Sul, na Austrália, inventou uma nova arquitetura radical para a computação quântica, baseada em 'flip-flop qubits' que pode ser usada em um novo tipo de computador quântico permitindo, assim, a fabricação de processadores quânticos em larga escala de forma muito mais barata – e mais fácil – do que se pensava ser possível, sem a necessidade do processo complicado da colocação precisa dos átomos de silício no processador.
- 2019 - O Google anuncia ter alcançado a "supremacia quântica" com seu processador Sycamore de 53 qubits, ao realizar uma tarefa específica em 200 segundos que, segundo a empresa, levaria 10.000 anos no supercomputador clássico mais rápido da época. Embora o feito seja um marco, a utilidade prática da tarefa executada é limitada.
- 2020s - Inicia-se a Era NISQ (Noisy Intermediate-Scale Quantum), caracterizada por computadores quânticos com dezenas a centenas de qubits que são ruidosos (propensos a erros) e ainda não possuem correção de erros quânticos robusta. Empresas como IBM, Google, IonQ e Rigetti competem para aumentar o número e a qualidade de seus qubits.

## Princípios Fundamentais
A mecânica quântica é considerada a mais bem sucedida teoria física. Pois desde a sua criação no início do século XX até os dias atuais, ela tem sido aplicada com precisão inigualável em diversos ramos, desde a física de partículas, atômica e molecular até a astrofísica e matéria condensada. A computação quântica se baseia em três de seus mais contraintuitivos, porém poderosos, fenômenos: superposição, emaranhamento e interferência.

### Qubits e Superposição
Na computação clássica, a unidade fundamental de informação é o bit, que pode assumir o valor 0 ou 1. Na computação quântica a unidade de informação básica é o Bit quântico ou q-bit (quantum bit). O fato da computação quântica ser tão poderosa está no fato de que além de assumir '0' ou '1' como na computação clássica, um qubit pode existir em uma superposição de ambos os estados. Isso significa que ele pode ser uma combinação linear dos estados '0' e '1' ao mesmo tempo. Parece estranho algo assumir os dois estados diferentes ao mesmo tempo, mas a experiência mental do Gato de Schrödinger, na qual um gato está simultaneamente vivo e morto até ser observado, pode dar um sentido intuitivo à situação.
Graças à essa propriedade da superposição de estados, um registrador de N qubits pode representar 2^N estados simultaneamente. Por exemplo, 3 qubits podem representar 8 (2³) valores ao mesmo tempo, enquanto 3 bits clássicos só podem representar um desses 8 valores por vez. Com 300 qubits, um computador quântico poderia representar mais estados do que o número de átomos no universo observável. Se na computação clássica o processamento é sequencial, operando sobre um estado de cada vez, na computação quântica o processamento é inerentemente paralelo, aplicando operações a todos os estados da superposição simultaneamente.
Imagine que uma pessoa precise encontrar o contato de telefone de alguma pessoa em uma lista, na computação clássica é como se ela olhasse em cada nome conferindo se é o contato procurado. Já em um processamento quântico, graças à superposição, é como se uma pessoa conseguisse conferir vários nomes a cada processamento, explorando um vasto espaço de possibilidades de uma só vez.

### Emaranhamento Quântico
O emaranhamento é talvez o fenômeno mais misterioso e poderoso da mecânica quântica. Quando dois ou mais qubits estão emaranhados, seus destinos se tornam intrinsecamente ligados, não importando a distância que os separe. O estado de um qubit emaranhado não pode ser descrito independentemente do estado do outro. Se medirmos o estado de um qubit e o encontrarmos como '0', sabemos instantaneamente que o estado do outro será '0' (ou '1', dependendo de como foram emaranhados), e vice-versa. Albert Einstein famosamente descreveu isso como "ação fantasmagórica à distância". No contexto da computação, o emaranhamento é um recurso crucial que permite correlações complexas entre qubits, sendo essencial para a execução de algoritmos quânticos como o de Shor e para o teletransporte quântico.

### Interferência Quântica
Assim como ondas de luz ou som podem interferir construtiva (reforçando-se) ou destrutivamente (cancelando-se), os estados quânticos também podem exibir interferência. Os algoritmos quânticos são projetados de forma inteligente para manipular a fase dos estados em superposição, de modo que os caminhos computacionais que levam às respostas erradas sofram interferência destrutiva e se anulem, enquanto os caminhos que levam à resposta correta sofram interferência construtiva e sejam amplificados. No final do cálculo, a medição tem uma probabilidade muito alta de colapsar para o estado que representa a solução correta.

### Representação Matemática
O q-bit é descrito por um vetor de estado em um sistema quântico de dois níveis, o qual é matematicamente equivalente a um vetor em um espaço vetorial complexo de duas dimensões, conhecido como espaço de Hilbert. Usa-se a notação bra-ket de Paul Dirac para representá-los:
{\displaystyle |0\rangle ={\begin{bmatrix}1\\0\end{bmatrix}}}
{\displaystyle |1\rangle ={\begin{bmatrix}0\\1\end{bmatrix}}}
Esses dois estados, {\displaystyle |0\rangle } e {\displaystyle |1\rangle }, formam uma base ortonormal para este espaço, chamada de base computacional. Assim, o estado geral de um q-bit, {\displaystyle |\psi \rangle }, pode ser representado como uma superposição linear desses estados base:
{\displaystyle |\psi \rangle =\alpha |0\rangle +\beta |1\rangle ,\,}
onde α (alfa) e β (beta) são coeficientes chamados de amplitudes de probabilidade. Eles são números complexos e a regra da mecânica quântica dita que a soma dos quadrados de seus módulos deve ser igual a 1, o que representa a certeza de que o qubit, ao ser medido, será encontrado em um dos dois estados. Matematicamente, isso é expresso como {\displaystyle |\alpha |^{2}+|\beta |^{2}=1}. O valor de {\displaystyle |\alpha |^{2}} representa a probabilidade de se medir o estado {\displaystyle |0\rangle }, e {\displaystyle |\beta |^{2}} é a probabilidade de se medir o estado {\displaystyle |1\rangle }.

## Implementação Física
Construir e controlar um computador quântico é um dos maiores desafios da engenharia e da física experimental moderna. Os qubits são extremamente frágeis e suscetíveis à decoerência, que é a perda de suas propriedades quânticas devido à interação com o ambiente (ruído, variações de temperatura, campos eletromagnéticos, etc.). Para a manipulação dos estados quânticos, mantendo a coerência pelo maior tempo possível, utiliza-se principalmente técnicas ópticas (lasers) e de micro-ondas. Estes dispositivos constituem-se as portas lógicas quânticas. As principais abordagens físicas para a criação de qubits incluem:

### Tecnologias de Qubits
1. Qubits Supercondutores: Esta é uma das abordagens mais populares, perseguida por empresas como Google, IBM e Rigetti. Utiliza circuitos elétricos feitos de materiais supercondutores, como alumínio ou nióbio, resfriados a temperaturas criogênicas (próximas do zero absoluto, na ordem de milikelvins) para eliminar a resistência elétrica. Os estados '0' e '1' do qubit correspondem a diferentes níveis de energia do circuito, que são controlados por pulsos de micro-ondas. Suas vantagens são a alta velocidade das portas lógicas e a relativa facilidade de fabricação com técnicas de semicondutores. A desvantagem é a baixa coerência (são muito sensíveis ao ruído) e a necessidade de refrigeração complexa e cara.
2. Armadilhas de Íons: Esta abordagem, utilizada por empresas como a IonQ, usa átomos carregados (íons) suspensos em um vácuo por campos eletromagnéticos. Os estados do qubit são representados pelos níveis de energia eletrônica internos do íon. Lasers são usados para resfriar os íons e para manipular seus estados quânticos com altíssima precisão. As armadilhas de íons possuem os qubits de maior fidelidade e os tempos de coerência mais longos conhecidos. Suas desvantagens são a velocidade mais lenta das operações de porta e a dificuldade de escalar para um grande número de íons interconectados.
3. Pontos Quânticos: Conhecidos como "átomos artificiais", são nanoestruturas semicondutoras que confinam um ou mais elétrons em um pequeno espaço. O spin do elétron ou a carga confinada pode ser usado como um qubit. A grande vantagem desta abordagem é o potencial de integração com a tecnologia de fabricação de silício já existente, prometendo uma escalabilidade massiva. O desafio é controlar e conectar muitos pontos quânticos com alta fidelidade.
4. Fótons: Partículas de luz (fótons) podem ser usadas para codificar informações quânticas em suas propriedades, como polarização ou caminho. A computação quântica fotônica tem a grande vantagem de poder operar à temperatura ambiente e os fótons serem portadores altamente estáveis de informação quântica, pois interagem fracamente com o ambiente. Entretanto, como fótons não interagem diretamente entre si, criar portas lógicas de dois qubits é um desafio, sendo necessário o uso de um átomo ou outro sistema mediador, que introduz um ruído adicional e complicações no experimento.
5. Átomos Neutros (ou Frios): Utiliza lasers para criar "pinças ópticas" que aprisionam átomos eletricamente neutros em uma grade. Os estados de energia dos átomos servem como qubits. Esta abordagem permite criar arranjos com centenas de qubits e controlar suas interações, tornando-a promissora para simulações quânticas.
6. Centros de Vacância em Diamante (NV Centers): Um defeito específico na estrutura cristalina do diamante, onde um átomo de carbono é substituído por um de nitrogênio ao lado de uma lacuna (vacância), pode funcionar como um qubit. O spin eletrônico do centro NV pode ser manipulado com micro-ondas e lido opticamente, e pode operar à temperatura ambiente, embora a escalabilidade seja um desafio.

Para armazenar os q-bits, além das técnicas já mencionadas, como as armadilhas de íons (íon trap) e armadilhas de átomos neutros (neutral atom trap), outras tecnologias estão em desenvolvimento. Outra classe de processamento de informação quântica é baseada na ressonância magnética nuclear (RMN). Neste caso a informação quântica é armazenada nos spins nucleares dos átomos em moléculas e as portas lógicas manipulam essa informação usando a radiação eletromagnética. Um pósitron ou elétron podem ter um spin 'para cima', 'para baixo' e os dois ao mesmo tempo, representando os estados do qubit. Os momentos magnéticos nucleares fazem um movimento natural de precessão na presença de campos magnéticos. Os estados quânticos dos núcleos podem ser manipulados irradiando os núcleos com pulsos de rádio frequência sintonizados na frequência de precessão destes.

## Circuitos Quânticos
Assim como na computação clássica, na computação quântica utiliza-se circuitos para descrever uma sequência de operações. Um circuito quântico é um modelo de computação que descreve um algoritmo quântico passo a passo. Os componentes de um diagrama de circuito quântico são:
- Entrada: Os qubits de entrada são preparados em um estado inicial, geralmente {\displaystyle |0\rangle } para cada qubit. O estado conjunto de múltiplos qubits é descrito matematicamente pelo que é chamado de seu produto tensorial.
- Linhas horizontais: Cada linha representa a evolução temporal de um único qubit. Elas não são necessariamente fios físicos, podendo ser apenas a passagem do tempo para um íon aprisionado ou o deslocamento espacial de um fóton.
- Sentido: O circuito é lido da esquerda para a direita, descrevendo a evolução do sistema quântico no tempo.
- Portas Quânticas: Os blocos nas linhas representam as portas quânticas, que são as operações unitárias aplicadas aos qubits.
- Linhas verticais: Um segmento vertical conectando múltiplas linhas de qubits, como em uma porta CNOT, informa que a porta atua simultaneamente nesses qubits. A linha vertical representa o sincronismo da operação, e não o envio de informação.
- Controle: Em uma porta controlada (como a CNOT), um ponto sólido (●) em uma linha indica que o qubit representado nessa linha é um qubit de controle. Caso esteja no estado {\displaystyle |1\rangle ,} a porta realiza a operação no qubit alvo; caso esteja no estado {\displaystyle |0\rangle ,} a porta não realiza operação alguma. Caso o qubit de controle seja um estado superposto ou os 2 qubits estejam emaranhados, não é possível compreender o comportamento individual do qubit de controle e do qubit alvo. Deve-se considerar a ação do operador unitário, que representa todo o circuito, atuando simultaneamente no estado conjunto dos qubits.
- Saída: No final do circuito, os qubits que compõem a saída podem ser medidos. A medição colapsa a superposição de cada qubit para um resultado clássico (0 ou 1).

### Portas Quânticas Fundamentais
Na computação clássica, é possível realizar qualquer operação lógica utilizando somente portas NAND. O mesmo princípio de universalidade existe em circuitos quânticos. Um conjunto de portas quânticas é dito universal se qualquer operação quântica pode ser aproximada com uma sequência finita dessas portas. Um conjunto universal comum inclui as portas: Hadamard (H), CNOT, Fase (S) e {\displaystyle \pi /8} (T). Exemplos de portas quânticas:
- Porta NOT Quântica (ou Pauli-X):

No caso clássico, a porta NOT troca o 1 por 0 e vice-versa. A generalização para o caso quântico é dada por um operador {\displaystyle X} que satisfaz {\displaystyle X|0\rangle =|1\rangle } e {\displaystyle X|1\rangle =|0\rangle .} Com isso, verifica-se facilmente que a representação matricial do operador {\displaystyle X} é dada por:
{\displaystyle X={\begin{bmatrix}0&1\\1&0\end{bmatrix}}.}
Com a porta NOT quântica, existem situações sem contrapartida no caso clássico, pois, se a entrada {\displaystyle |\psi \rangle } for uma superposição dos estados {\displaystyle |0\rangle } e {\displaystyle |1\rangle ,} {\displaystyle |\psi \rangle =\alpha |0\rangle +\beta |1\rangle ,} a saída será {\displaystyle X|\psi \rangle =\alpha X|0\rangle +\beta X|1\rangle =\beta |0\rangle +\alpha |1\rangle ,} trocando as amplitudes de probabilidade. A porta {\displaystyle X} é apenas uma das portas de 1 qubit, já que há infinitas matrizes unitárias {\displaystyle 2\times 2} que representam rotações na Esfera de Bloch.
- Porta Hadamard (H):

A porta Hadamard é uma das mais importantes, pois é a principal ferramenta para criar superposições. Aplicada a um qubit no estado {\displaystyle |0\rangle } ou {\displaystyle |1\rangle }, ela gera uma superposição uniforme:
{\displaystyle H|0\rangle ={\frac {|0\rangle +|1\rangle }{\sqrt {2}}}} e {\displaystyle H|1\rangle ={\frac {|0\rangle -|1\rangle }{\sqrt {2}}}}
Sua representação matricial é:
{\displaystyle H={\frac {1}{\sqrt {2}}}{\begin{bmatrix}1&1\\1&-1\end{bmatrix}}.}
- Porta CNOT Quântica (Controlled-NOT):

Esta porta atua em um estado de 2 qubits e é a contrapartida quântica da porta XOR clássica. Ela tem 2 qubits de entrada: o de controle e o alvo. Uma porta controlada age dependendo do valor do qubit de controle. Ela é "ativada" (aplica uma porta NOT no alvo) se o qubit de controle estiver no estado {\displaystyle |1\rangle ,} e nada faz se ele estiver no estado {\displaystyle |0\rangle .} Essa descrição é adequada apenas quando o qubit de controle está nos estados da base. Entretanto, o que distingue a porta CNOT quântica da clássica é que, na porta CNOT quântica, os qubits alvo e de controle podem ser estados superpostos, e é a principal forma de gerar emaranhamento. A ação da porta CNOT pode ser caracterizada pelas transformações operadas nos elementos da base computacional associada, ou seja:
{\displaystyle {\begin{matrix}|00\rangle &\rightarrow &|00\rangle ,\\|01\rangle &\rightarrow &|01\rangle ,\\|10\rangle &\rightarrow &|11\rangle ,\\|11\rangle &\rightarrow &|10\rangle .\end{matrix}}}
Note que é possível representar essa ação na base computacional de forma mais esquemática por {\displaystyle |i,j\rangle \rightarrow |i,i\oplus j\rangle ,} onde {\displaystyle i,j\in \{0,1\}} e {\displaystyle \oplus } é a adição módulo 2.
Entretanto, da mesma maneira que a superposição de estados permite a criação do computador quântico, é essa mesma propriedade, e sua fragilidade inerente, que inviabiliza a criação deles em larga escala sem erros. A superposição é muito sensível a qualquer microrruído eletromagnético, que pode alterar o estado do q-bit fazendo com que a informação quântica que ele continha seja perdida no processo de decoerência. Outro fato importante em questão é o superaquecimento das máquinas, não pela computação em si, mas pelos complexos sistemas de controle e refrigeração necessários.

## Algoritmos Quânticos
No mundo da computação quântica, estamos sempre buscando maneiras de tornar nossos computadores mais rápidos e eficientes para resolver problemas específicos. Existem diferentes tipos de programas, chamados de algoritmos, que podem ajudar nisso. Alguns desses algoritmos, que exploram as propriedades quânticas, funcionam de maneira diferente e podem oferecer vantagens exponenciais ou polinomiais sobre os programas normais que usamos em nossos computadores todos os dias.

### Pilares dos Algoritmos Quânticos
- Transformada Quântica de Fourier (QFT): É a análoga quântica da transformada de Fourier discreta clássica. Fundamental em muitos algoritmos quânticos, como o de Shor, a QFT realiza transformações de dados codificados em amplitudes de estados quânticos para um espaço de frequências. É um exemplo de como a computação quântica pode realizar certas transformações lineares de forma exponencialmente mais rápida que computadores clássicos.
- Amplificação de Amplitude: Uma técnica geral, da qual o algoritmo de Grover é o exemplo mais famoso. É usada para aumentar a probabilidade de medir o estado (ou estados) que corresponde à solução correta de um problema. Funciona iterativamente, "girando" o vetor de estado em direção ao estado desejado.
- Interferência Quântica: Trabalhando junto com a amplificação de amplitude, a interferência é o mecanismo pelo qual os algoritmos quânticos funcionam. As operações são cuidadosamente orquestradas para que os estados indesejados se cancelem por interferência destrutiva, enquanto o estado da solução é reforçado por interferência construtiva, deixando-o como o resultado mais provável na medição final.
- Simulação Hamiltoniana: Inspirado na ideia original de Feynman, este pilar envolve o uso de um computador quântico para simular a evolução de outro sistema quântico. Isso é feito mapeando a Hamiltoniana (o operador que descreve a energia total do sistema) do sistema a ser simulado em uma sequência de portas quânticas.
- Princípio da Incerteza de Heisenberg: A mecânica quântica é fundamentalmente probabilística. Os outputs dos algoritmos não vão nos devolver um resultado único e determinado, mas sim uma distribuição de probabilidade sobre os possíveis resultados. Executamos o algoritmo várias vezes e analisamos a estatística dos resultados para inferir a solução.

O progresso em achar algoritmos quânticos normalmente foca no modelo de circuito quântico, apesar de exceções como o algoritmo adiabático quântico existirem. Algoritmos quânticos podem ser grosseiramente categorizados pela quantidade de aumento na velocidade de processamento alcançada sobre o correspondente algoritmo clássico.

### Algoritmo de Shor
O algoritmo quântico mais famoso, desenvolvido por Peter Shor em 1994, resolve o problema de fatoração de números inteiros em tempo polinomial, o que é exponencialmente mais rápido que os melhores algoritmos clássicos conhecidos. O problema da fatoração é encontrar os fatores primos de um número N. Classicamente, a dificuldade deste problema aumenta exponencialmente com o número de dígitos de N. O algoritmo de Shor utiliza a Transformada Quântica de Fourier para encontrar o período de uma função, o que pode ser usado para deduzir os fatores de N. Isso tem implicações profundas para a criptografia de chave pública, já que muitos sistemas de segurança atuais, como o RSA, dependem da dificuldade computacional de fatorar grandes números.

### Algoritmo de Grover
Desenvolvido por Lov Grover em 1996, este algoritmo fornece uma aceleração quadrática para problemas de busca em um banco de dados não estruturado. Imagine procurar por um nome específico em uma lista telefônica que não está em ordem alfabética. Enquanto um algoritmo clássico exigiria, em média, O(N/2) e no pior caso O(N) operações para encontrar um item em uma lista de N itens, o algoritmo de Grover pode fazê-lo em aproximadamente O(√N) operações. Embora a aceleração seja "apenas" quadrática e não exponencial, ela é aplicável a uma vasta gama de problemas de otimização e busca.

### Algoritmo Adiabático e Computação Quântica Adiabática
O algoritmo quântico adiabático funciona com base no teorema adiabático da física, que afirma que se um sistema quântico começa em seu estado de mais baixa energia (estado fundamental) e a sua Hamiltoniana é alterada de forma suficientemente lenta, ele permanecerá em seu estado fundamental ao longo da evolução. Os computadores quânticos adiabáticos, como os da D-Wave, são relativamente mais simples de serem produzidos, mas sua aplicação também é bem mais limitada, sendo projetados especificamente para problemas de otimização. Um dos exemplos de usos desses computadores é ao calcular rotas ótimas em logística.
Primeiro, é encontrada uma Hamiltoniana final (potencialmente complicada) cujo estado fundamental descreve a solução do problema de interesse. Em seguida, o sistema é preparado com uma Hamiltoniana inicial simples, cujo estado fundamental é fácil de criar. Por fim, a Hamiltoniana simples é evoluída adiabaticamente (lentamente) para a Hamiltoniana complicada desejada. Pelo teorema adiabático, o sistema permanece no estado fundamental, então, no final, o estado do sistema descreve a solução do problema. Foi demonstrado que a computação quântica adiabática é polinomialmente equivalente à computação quântica convencional no modelo de circuito, embora as implementações práticas tenham focos diferentes.

### Outros Algoritmos Importantes
- Algoritmo de Deutsch-Jozsa: Embora de pouca utilidade prática, foi um dos primeiros exemplos de um algoritmo quântico que é exponencialmente mais rápido que sua contraparte clássica. Ele demonstra a superioridade quântica resolvendo um problema artificial (determinar se uma função é constante ou balanceada) com uma única consulta à função, enquanto um algoritmo clássico determinístico precisaria de múltiplas consultas.
- Simulação Quântica: Como proposto por Feynman, esta é uma das aplicações mais promissoras. Algoritmos como o Variational Quantum Eigensolver (VQE) são usados para encontrar a energia do estado fundamental de moléculas, um problema central em química quântica.
- Aprendizado de Máquina Quântico (QML): Um campo emergente que explora como a computação quântica pode acelerar tarefas de aprendizado de máquina. Isso inclui algoritmos como Quantum Support Vector Machines (QSVM) e o uso de circuitos quânticos como se fossem redes neurais (Quantum Neural Networks).
- Algoritmo HHL: Nomeado a partir de seus inventores Harrow, Hassidim e Lloyd, este algoritmo resolve sistemas de equações lineares e pode oferecer uma aceleração exponencial em certas condições, com aplicações potenciais em diversas áreas da ciência e engenharia.

## Aplicações Práticas
A computação quântica ainda está em sua infância, mas tem o potencial de revolucionar diversos campos:

### Criptografia e Segurança
- Quebra de Criptografia Clássica: A aplicação mais disruptiva é a capacidade do algoritmo de Shor de quebrar sistemas de criptografia de chave pública como RSA e ECC, que protegem a vasta maioria das comunicações digitais hoje, desde transações bancárias até e-mails.
- Criptografia Pós-Quântica (PQC): Em resposta a essa ameaça, pesquisadores estão desenvolvendo novos algoritmos de criptografia clássicos que se acredita serem resistentes a ataques de computadores quânticos e clássicos.
- Distribuição Quântica de Chaves (QKD): Utiliza os princípios da mecânica quântica para criar um canal de comunicação teoricamente inviolável. O protocolo BB84, por exemplo, permite que duas partes estabeleçam uma chave secreta compartilhada, onde qualquer tentativa de espionagem (medição) perturbaria o estado quântico dos fótons, alertando os usuários da presença de um intruso.

### Química e Ciência dos Materiais
- Design de Fármacos: A simulação precisa de moléculas complexas, como proteínas, permitirá entender melhor suas interações e projetar novos medicamentos de forma mais rápida e eficaz.
- Desenvolvimento de Novos Materiais: Poderemos projetar materiais com propriedades desejadas, como supercondutores à temperatura ambiente, baterias mais eficientes, ou catalisadores mais eficazes para processos industriais, como a fixação de nitrogênio para a produção de fertilizantes.
- Modelagem de Reações Químicas: Entender e otimizar reações químicas em um nível fundamental, com impacto na indústria química e energética.

### Inteligência Artificial e Otimização
- Aprendizado de Máquina Acelerado: Algoritmos de aprendizado de máquina quântico (QML) podem acelerar o treinamento de modelos, especialmente em tarefas que envolvem otimização de parâmetros em espaços de alta dimensão.
- Problemas de Otimização: Muitos dos problemas mais difíceis em logística, finanças e engenharia são problemas de otimização. A computação quântica, seja através de algoritmos como QAOA ou recozimento quântico, pode encontrar soluções melhores e mais rápidas para o problema do caixeiro-viajante, roteamento de veículos, e otimização de cadeias de suprimentos.
- Amostragem e Modelagem Generativa: Computadores quânticos podem ser excelentes em amostrar de distribuições de probabilidade complexas, o que é fundamental para treinar modelos de IA generativa avançados.

### Finanças
- Modelagem de Risco e Derivativos: O setor financeiro pode usar simulações quânticas de Monte Carlo para modelar o risco de portfólios financeiros de forma muito mais precisa e rápida.
- Otimização de Carteiras de Investimento: Encontrar a alocação ótima de ativos para maximizar o retorno e minimizar o risco é um problema de otimização complexo, ideal para a abordagem quântica.
- Detecção de Fraudes: Algoritmos quânticos podem ser usados para identificar padrões sutis e anomalias em grandes conjuntos de dados de transações financeiras.

## Desafios e Limitações
Apesar do enorme potencial, a estrada para a computação quântica em larga escala e tolerante a falhas é longa e repleta de desafios significativos:
- Decoerência Quântica: Este é o maior obstáculo. Qubits são extremamente sensíveis ao seu ambiente. Qualquer interação não controlada, como flutuações de temperatura ou campos eletromagnéticos, pode destruir a delicada superposição e o emaranhamento, fazendo com que a informação quântica seja perdida. O tempo de coerência é o período durante o qual um qubit mantém suas propriedades quânticas, e estendê-lo é uma área de pesquisa intensa.
- Correção de Erros Quânticos (QEC): Devido à decoerência e ao controle imperfeito das portas, os cálculos quânticos são inerentemente propensos a erros. A QEC visa resolver isso codificando a informação de um qubit lógico (ideal) em muitos qubits físicos (reais e ruidosos). Ao monitorar os qubits físicos, é possível detectar e corrigir erros sem medir (e destruir) o estado do qubit lógico. Contudo, os esquemas de QEC atuais exigem uma sobrecarga massiva, necessitando de centenas ou até milhares de qubits físicos para proteger um único qubit lógico.
- Escalabilidade: Aumentar o número de qubits em um processador de forma a manter alta qualidade (baixa taxa de erro), alta conectividade (capacidade de emaranhar qubits distantes no chip) e controle individual preciso é um enorme desafio de engenharia.
- Software e Hardware de Controle: Desenvolver a "pilha" completa de computação, desde o software de alto nível onde os algoritmos são escritos até o firmware e a eletrônica de controle que traduzem esses algoritmos em pulsos de laser ou micro-ondas precisos para manipular os qubits, é uma tarefa monumental.
- Temperaturas Extremas: Muitas das tecnologias de qubit mais promissoras, como os supercondutores, exigem resfriamento a temperaturas mais frias que o espaço profundo, o que requer refrigeradores de diluição caros e complexos.
- Custo Elevado: A infraestrutura necessária para construir e operar um computador quântico é, atualmente, extremamente cara, limitando a pesquisa a grandes corporações e laboratórios governamentais.

## Estado Atual e Futuro
Atualmente estamos na era dos computadores quânticos NISQ (Noisy Intermediate-Scale Quantum), com máquinas contendo de 50 a alguns milhares de qubits ruidosos e sem correção de erros. O foco principal da pesquisa é encontrar algoritmos que possam oferecer uma vantagem quântica em problemas específicos, mesmo com as limitações do hardware atual. As principais iniciativas incluem:
- IBM Quantum: Lidera o caminho com uma abordagem baseada em qubits supercondutores, disponibilizando muitos de seus processadores via nuvem. A empresa tem um roadmap público e agressivo, com o objetivo de alcançar processadores com dezenas de milhares de qubits e, eventualmente, máquinas tolerantes a falhas.
- Google Quantum AI: Famosa por sua demonstração de supremacia quântica em 2019 com o processador Sycamore, continua a desenvolver processadores supercondutores cada vez mais potentes e a pesquisar a correção de erros quânticos.
- IonQ: É a principal proponente da abordagem de armadilha de íons, oferecendo computadores quânticos comercialmente que se destacam pela alta fidelidade dos qubits.
- Rigetti Computing: Desenvolve qubits supercondutores e foca em uma abordagem híbrida clássico-quântica, integrando processadores quânticos (QPUs) com processadores clássicos (CPUs).
- China: O governo chinês tem feito investimentos massivos em todas as áreas da tecnologia quântica, com destaque para a comunicação quântica e satélites de QKD, além do desenvolvimento de seus próprios computadores quânticos baseados em supercondutores e fótons.

Espera-se que na próxima década:
- Surjam os primeiros protótipos de computadores quânticos tolerantes a falhas, utilizando QEC para executar cálculos mais longos e complexos do que os possíveis hoje.
- Aplicações práticas com vantagem quântica real em química, ciência dos materiais e otimização comecem a se tornar comuns.
- A transição para a criptografia pós-quântica (PQC) seja amplamente adotada para proteger os dados contra futuras ameaças quânticas.
- A era NISQ dê lugar à era da computação quântica tolerante a falhas, abrindo caminho para a implementação de algoritmos como o de Shor em larga escala.

## Recozimento Quântico
O recozimento quântico (Quantum Annealing) é um paradigma de computação quântica diferente do modelo de circuito baseado em portas. É um método de meta-heurística utilizado para encontrar a solução ótima (ou uma boa aproximação) para problemas de otimização e amostragem. O processo encontra o estado de menor energia possível de um sistema físico, que é projetado para representar o problema a ser resolvido.
Este processo normalmente retorna soluções com baixa energia, sendo que algumas aplicações requerem o mínimo absoluto de energia (problemas de otimização) e outras necessitam de amostras de estados de baixa energia (problemas de amostragem probabilística).
Aplica-se o recozimento quântico em problemas de otimização combinatória, onde se procura a melhor configuração entre um número vasto de combinações possíveis, como: qual a rota mais eficiente para um caminhão de entregas? Como alocar ativos em um portfólio financeiro? A física pode resolver este problema, enquadrando-os como problemas de minimização de energia, já que, de acordo com a física, tudo tende a perseguir um estado de energia mínima, como a água quente que esfria para atingir o equilíbrio térmico com o ambiente.
Cada estado ou configuração possível do problema corresponde a um nível de energia. Em um processador de recozimento quântico, os qubits são inicialmente preparados em uma superposição simples e uniforme. Em seguida, o sistema é lentamente evoluído para uma configuração final cuja paisagem de energia reflete o problema de otimização. Durante essa evolução, o sistema utiliza o tunelamento quântico para superar barreiras de energia que poderiam prender um algoritmo clássico em um ótimo local (uma solução boa, mas não a melhor). O tunelamento permite que o sistema explore toda a paisagem de energia e aumente a probabilidade de "assentar" no mínimo global de energia, que corresponde à solução ótima.
O tunelamento quântico é um fenômeno fundamental na física quântica que permite que partículas quânticas atravessem barreiras de potencial, mesmo que não tenham energia suficiente para superá-las de acordo com a física clássica. No contexto da computação quântica, o tunelamento é o mecanismo chave que dá ao recozimento quântico sua potencial vantagem sobre o recozimento simulado clássico.
Seu potencial é resolver problemas de otimização combinada, bem como tarefas em machine learning e otimização de rotas. Pode-se também calcular o ponto mínimo de uma função com várias variáveis de forma eficiente.

### Problema da Não Linearidade
Na aprendizagem de máquina clássica, consiste em modelagem de dados não lineares, onde algoritmos como regressão linear ou SVM (support vector machines) com kernels lineares podem ter dificuldade em modelar relacionamentos complexos entre variáveis de entrada e saída.
No contexto do machine learning quântico (QML), a não linearidade também é um desafio e uma oportunidade. Os algoritmos quânticos operam em espaços de Hilbert de alta dimensão, e as operações quânticas são lineares. No entanto, a forma como os dados clássicos são codificados em estados quânticos (o "feature map") pode introduzir não linearidades de forma eficaz. Modelos quânticos não lineares, como os circuitos quânticos variacionais (VQC) usados em algoritmos de aprendizado de máquina, podem capturar relações não lineares complexas. Esses circuitos contêm camadas de portas quânticas parametrizadas que, quando otimizadas, podem aprender funções altamente não lineares, de maneira análoga às camadas de uma rede neural profunda.

## Glossário de Termos Quânticos
| - Qubit - Unidade básica de informação quântica. Pode ser '0', '1' ou uma superposição de ambos. - Superposição - A capacidade de um sistema quântico, como um qubit, de estar em múltiplos estados simultaneamente até que seja medido. - Emaranhamento - Uma forte correlação quântica entre dois ou more qubits. O estado de um qubit emaranhado não pode ser descrito independentemente dos outros. - Porta Quântica - Uma operação básica realizada em um ou mais qubits. É o análogo quântico de uma porta lógica clássica. - Decoerência - A perda de propriedades quânticas (como superposição e emaranhamento) devido à interação de um sistema quântico com seu ambiente. É o principal inimigo da computação quântica. - Teletransporte Quântico - Um processo pelo qual o estado quântico exato de um qubit é transferido de um local para outro, sem mover a partícula física em si. | - Algoritmo de Shor - Um algoritmo quântico para fatorar números inteiros exponencialmente mais rápido que os algoritmos clássicos, ameaçando a criptografia moderna. - Algoritmo de Grover - Um algoritmo quântico que oferece uma aceleração quadrática para a busca em bancos de dados não estruturados. - Supremacia Quântica - O ponto em que um computador quântico pode realizar uma tarefa específica que nenhum computador clássico conseguiria resolver em um tempo razoável. - Correção de Erros Quânticos - Técnicas que usam múltiplos qubits físicos para codificar um único qubit lógico, protegendo a informação quântica contra a decoerência e outros erros. - NISQ - Acrônimo para "Noisy Intermediate-Scale Quantum", descrevendo a era atual de computadores quânticos com dezenas a centenas de qubits que são suscetíveis a ruído. - Hamiltoniana - Um operador matemático que descreve a energia total de um sistema quântico. |